# ديان ايفانوف
ديان ايفانوف (بالبلغارية: Деян Иванов)‏ (12 أبريل 1996 في بلغاريا - ) هو لاعب كرة قدم بلغاري في مركز الدفاع. لعب مع ليفسكي صوفيا.

## وصلات خارجية
- ديان ايفانوف على موقع قاعدة بيانات كرة القدم.إي يو (الإنجليزية)
- ديان ايفانوف على موقع Soccerway.com (الإنجليزية)